# Руденко, Пётр Алексеевич (Герой Социалистического Труда)
Пётр Алексеевич Руденко (1928—2019) — советский работник железнодорожного транспорта, Герой Социалистического Труда (1982).

## Биография
Родился 18 февраля 1928 года в поселке Батайск Донского круга Северо-Кавказского края (ныне город в Ростовской области) в семье железнодорожника. Отец — Алексей Геннадьевич Руденко, работал осмотрщиком вагонов в вагонном депо станции Батайск; мать — Пелагея Герасимовна Руденко (в девичестве Руднева), была домохозяйкой.
В 1936 году пошёл учиться в первую неполную среднюю школу. 5—7-й классы окончил в школе № 2. В 1948 году окончил дорожно-техническую школу машинистов по специальности машинист паровоза.
В апреле 1943 года Руденко пришел работать в локомотивное депо Батайска сначала учеником слесаря, потом — поездным кочегаром. С 1944 года — помощник машиниста паровоза. В 1949 году был назначен на должность машиниста паровоза.
С 1951 по 1955 годы проходил службу в рядах Советской армии в Севастополе на крейсере «Беззаветный» командиром машинного отделения.
Вернувшись домой, в 1957 году, был назначен машинистом тепловоза. С 1960 года — машинист электровоза. Пётр Руденко был инициатором вождения длинносоставных и тяжеловесных поездов.
Занимался общественной деятельностью. Был членом КПСС, членом областного комитета партии, членом бюро горкома КПСС, депутатом городского Совета народных депутатов.
В 1993 году Руденко ушёл на пенсию и проживал в Батайске.
Умер 1 октября 2019 года и был похоронен на городском кладбище «Красный Сад».

### Семья
- Жена — Клавдия Ефимовна.

Могила П. А. Руденко

- Сын — Руденко Алексей Петрович, по окончании РИИЖТа был направлен в транспортную милицию, ныне — полковник в отставке.
- Дочь — Лариса Петровна (Назарова), окончила педагогический институт и 40 лет проработала в сфере образования, в настоящее время пенсионерка.

## Награды и звания
- Указом Президиума Верховного Совета СССР в 1982 году Петру Алексеевичу Руденко было присвоено звание Героя Социалистического Труда с вручением ордена Ленина и золотой медали «Серп и Молот».
- Также награждён ещё одним орденом Ленина, орденом «Знак Почёта» и медалями.
- Награждён знаками «Отличный паровозник» (1947) и «Почётному Железнодорожнику» (1967).
- «Заслуженный работник транспорта» (1981), «Заслуженный работник транспорта РСФСР» (1982), «Почётный работник Северо-Кавказской железной дороги» (2003).
- «Почётный гражданин города Батайска» (1982).
- В 2008 году Руденко получил Благодарность Главы Администрации (губернатора) Ростовской области и почетную грамоту мэра города Батайска (по случаю 80-летия).
- В 2013 году получил Благодарность губернатора Ростовской области по случаю своего 85-летия[1].
- Орден «За заслуги перед Ростовской областью» (2012)[2].
- Памятный знак «80 лет Ростовской области» (2017).